# Brilliance H3
Brilliance H3 — компактный автомобиль, выпускавшийся китайской автомобилестроительной компанией Brilliance China Auto с 2016 по 2020 год. Пришёл на смену Brilliance H330.

## Описание

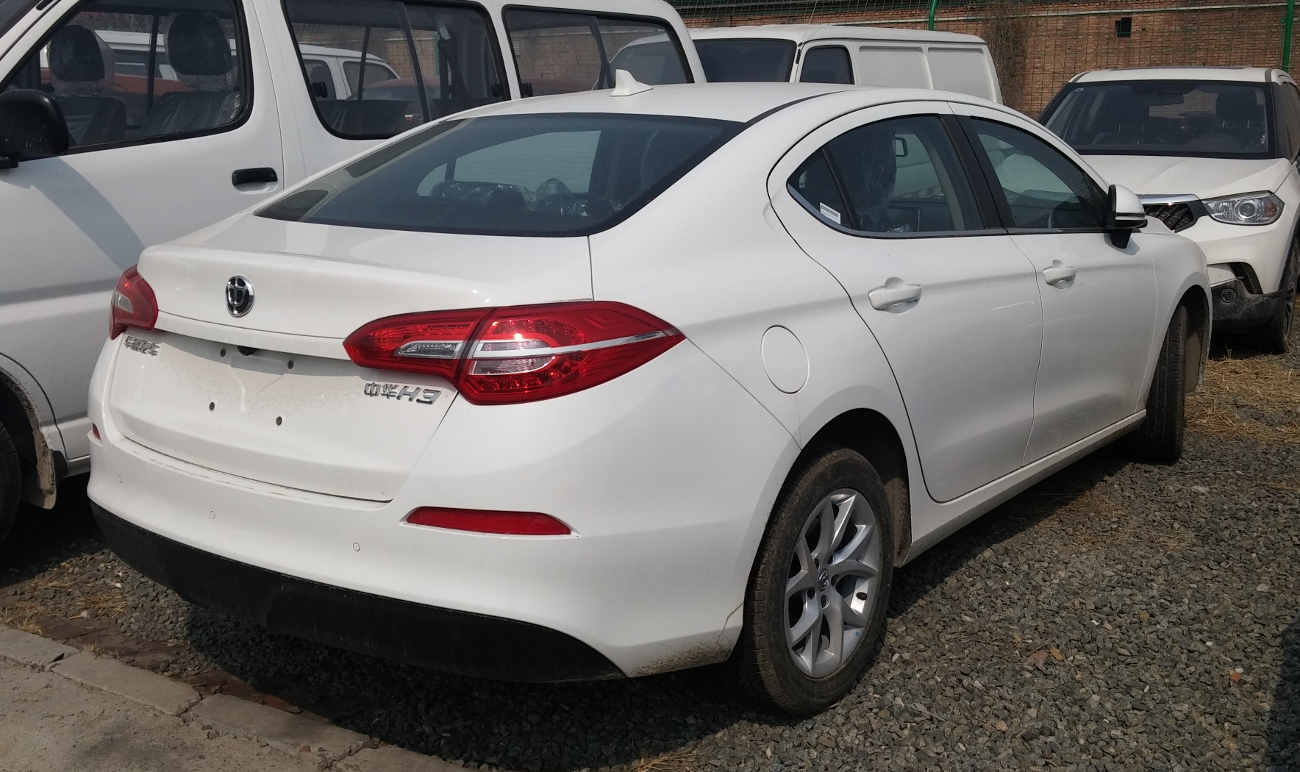
Вид сзади

Brilliance H3 впервые был представлен в январе 2016 года. Продажи начались в марте 2017 года.
Конкурентами модели являлись Dongfeng Fengxing Joyear S50 и Geely Emgrand GL. Цены варьировались от 63900 до 88900 юаней.

## Технические характеристики
Brilliance H3 приводился в движение 1,5-литровым бензиновым двигателем мощностью 82—110 кВт (111—150 л. с.). Он сочетался в паре с пятиступенчатой механической или же автоматической трансмиссией.
|                            | 1.5                       | 1.5T                       |
| Годы производства          | 03.2017—03.2019           | 03.2017—03.2019            |
| Тип                        | Бензиновый двигатель      | Бензиновый двигатель       |
| Объём                      | 1498 см³                  | 1498 см³                   |
| Мощность при об/мин        | 82 кВт (111 л. с.) / 6000 | 110 кВт (150 л. с.) / 6000 |
| Крутящий момент при об/мин | 145 Н⋅м / 4000            | 220 Н⋅м / 2000—4500        |
| Привод                     | Передний                  | Передний                   |
| Трансмиссия                | 5-скор. МКПП              | 5-скор. МКПП               |
| Трансмиссия (опционально)  | (5-скор. АКПП)            | (5-скор. АКПП)             |
| Разгон до 100 км/ч         | Н/Д                       | 10,1 сек.                  |
| Расход топлива             | 5,9 л (6,3 л)             | 6,3 л (6,6 л)              |